# Taschkent Südbahnhof
Taschkent Südbahnhof (Toshkent Janubiy Vokzal) ist ein Fernbahnhof in der usbekischen Hauptstadt Taschkent.

## Geografische Lage
Der Bahnhof liegt im Stadtgebiet von Taschkent, etwa 6,5 km südwestlich des Hauptbahnhofs (Toshkent Passaschirskaja Csentral), an der Eisenbahn-Magistrale des Landes Richtung Buchara. Der Bahnhof nimmt eine Fläche von 9,2 ha ein.

## Technische Parameter
Das Empfangsgebäude wurde in den vergangenen Jahren neu errichtet. Es ist ein Stahlbetonbau mit großen Glasflächen und stilistischen Anklängen sowohl an sowjetische als auch islamische Architektur. Auch der Bahnhofsvorplatz wurde neu gestaltet und mit zwei großen Springbrunnen mit einem Durchmesser von je 14 m ausgestattet.
Der Bahnhof ist ausgelegt, um gleichzeitig 500 Reisende abfertigen zu können. An zwei Bahnsteigen gibt es drei Bahnsteiggleise. Zur Ausstattung gehören 12 Fahrkartenschalter, getrennte Warteräume für Reisende der unteren und der oberen Wagenklassen und für „Mutter und Kind“, ein Schalter für Reiseinformation und Geschäfte. Im ganzen Bahnhof steht freies WLAN zur Verfügung.